# Eleocharis bahiensis
Eleocharis bahiensis är en halvgräsart som beskrevs av David Alan Simpson. Eleocharis bahiensis ingår i släktet småsäv, och familjen halvgräs. Inga underarter finns listade i Catalogue of Life.